# Husseiniya
En husseiniya eller hussainiya er et shiamuslimsk samlingssted og bedested. Navnet er afledt af Husayn ibn Ali, Muhammeds barnebarn og søn af den første shiamuslimske imam Ali. Husayn blev dræbt under Slaget ved Karbala i 680 og æres af shiamuslimer som en martyr, ikke mindst i forbindelse med den årlige helligdag ashura.
I Danmark svarer en husseiniya ofte til, hvad der normalt omtales som en moské, men for mange danske shiamuslimer er der en forskel, idet en husseiniya fungerer som et kulturelt samlingssted og forening, hvor der også foregår nogle religiøse handlinger, mens en moské som udgangspunkt kun anvendes til religiøse formål. I undersøgelsen "Danmarks moskéer. Mangfoldighed og samspil" fra Aarhus Universitetsforlag i 2019 talte forfatterne Lene Kühle og Malik Larsen 20 danske shiamuslimske bedesteder, der levede op til forfatternes definition af en moské, men noterede samtidig, at kun ét af disse, Imam Ali Moskéen i København, af de danske shiamuslimer opfattedes som en egentlig moské, mens de øvrige 19 betegnedes husseiniyaer.